# Gyropyga leucops
Gyropyga leucops là một loài tò vò trong họ Ichneumonidae.